# جمعية الاتحاد النسائي العربي
جمعية الاتحاد النسائي العربي هي جمعية خيرية نسائية فلسطينية غير ربحية أو حكومية، مقرها في مدينة نابلس في الضفة الغربية.

## التأسيس
تأسست الجمعية عام 1921 في نابلس، خلال فترة الانتداب البريطاني على فلسطين باسم لجنة المرأة العاملة، بواسطة سيدات المجتمع في نابلس من أبرزهم فتاة تدعى الآنسة مريم هاشم. في عام 1945 سُجلت أول هيئة ادارية للجمعية وتحولت باسم جمعية الاتحاد النسائي العربي وتم اعطاء أذن ترخيص عام 1965 وفي 1997 تم إعادة تسجيلها.

## المساهمات والمنشآت التابعة
| الاسم                                     | سنة التأسيس |
| ----------------------------------------- | ----------- |
| دار اليتيمات                              | 1952        |
| مركز النور للكفيفات                       | 1962        |
| مستشفى الاتحاد النسائي                    | 1970        |
| مصنع ملابس الأطفال                        | 1991        |
| روضة الاتحاد النسائي                      | 1998        |
| كلية الحاجة عندليب العمد للتمريض والقبالة | 2000        |
| مركز مريم هاشم لفنون الطهي وتقديم الطعام  | 2013        |
| مركز لواحظ عبد الهادي للتصنيع الغذائي     | 2014        |
| مركز كرامة للتدريب المهني                 | 2017        |

في عام 1936 خلال الثورة العربية الفلسطينية، كانت بداية مساهمات الجمعية من خلال تقديم المساعدات لأُسر شهداء الثورة في عام 1947، قدمت دورات تدريبة على الإسعاف الميداني، والتمريض، والخياطة، وأنشأ مركز للإسعاف تطور إلى مستشفى بسعة 33 سرير، وضم الى مستشفى الشهباء (حاليّا مقر شرطة مدينة نابلس)، خلال حرب 1948، شاركت الجمعية في تقديم المساعدات المادية وخدمات الإسعاف لمصابي جيش الانقاذ، والمشاركة في اعداد الطعام، وكانت من بين النساء المتطوعات الى سوريا "فاطمة سعيد أبو الهدى" و"عدله عبدالقادر فطاير" و"بشرى سعيد بك طوقان". في أعقاب النكبة الفلسطينية، شاركت الجمعية في جمع التبرعات للنازحين وبناء مستشفى ولادة للنازحات، وأُنشئ النادي الثقافي ومركز دار اليتيمات عام 1952، وتأسس مركز النور للكفيفات عام 1962.
بعد نكسة 1967، وفي عام 1970 أُسست أول مستشفى تابعة للجمعية مستشفى الاتحاد النسائي، قدمت الرعاية الصحية لمصابين احداث الانتفاضة الفلسطينية الأولى 1987 في نابلس ولُقبت آن ذاك "بمستشفى الانتفاضة"، أنشأ مصنع لملابس الأطفال لتوفير فرص عمل للفتيات عام 1991، وفي عام 1998 أسست روضة الاتحاد النسائي، وكلية الحاجة عندليب العمد للتمريض والقبالة عام 2000. لاحقًا، تم تأسيس مركز كرامة للتدريب المهني التابع لكلية الحاجة عندليب العمد وانشاء برنامج لرعاية المسنين.

## التكريمات
في عام 2021 احتفلت الجمعية بمئويتها، تكونت فقرات الحفل من مؤتمر علمي معرض صور وحفل ختامي، كرمت الجمعية كاحدى الجمعيات في الوطن العربي ما بين عامي 2011 و2012.

## انظر ايضًا
- وكلية الحاجة عندليب العمد للتمريض والقبالة
- مستشفى الاتحاد النسائي
- الحركة النسائية في فلسطين قبل نكبة عام 1948